# Évacuation de Hŭngnam
 (mars 2020).
Si vous disposez d'ouvrages ou d'articles de référence ou si vous connaissez des sites web de qualité traitant du thème abordé ici, merci de compléter l'article en donnant les références utiles à sa vérifiabilité et en les liant à la section « Notes et références ».
Guerre de Corée
Batailles
Offensive nord-coréenne :

(juin 1950 - septembre 1950)
- Pokpung
- Chuncheon
- Séoul (1re)
- Busan (navale)
- Chumunjin
- Osan
- Pyeongtaek
- Cheonan
- Chochiwon
- Daejeon
- Sangju
- Yongdong
- Hwanggan
- Notch
- Périmètre de Busan

Contre-offensive de l'ONU :

(septembre 1950 - octobre 1950)
- Incheon
- Bombardement de Pyongyang
- Pyongyang

Intervention chinoise :

(octobre 1950 - avril 1951)
- Onjong
- Unsan
- Chongchon (Wawon)
- Réservoir de Chosin
- Évacuation de Hŭngnam
- Séoul (3e)
- Twin-Tunnels
- Jipyeong-ri
- Imjin
- Kapyong

Impasse :

(août 1951 - juillet 1953)
- Crèvecœur
- Fleuve Han
- Opération Commando
- Maryang San
- Suncheon
- Barrage de Sui-Ho
- Triangle Hill
- le Crochet
- Fleuve Samichon
- Armistice de Panmunjeom

Post armistice :
- Raid sur la Maison Bleue
- Attaque de l'EC-121
- Incident du peuplier
- Infiltration de Gangneung
- Guerre du crabe

L'évacuation de Hŭngnam (en coréen : 흥남 철수 작전 ; hanja : 興南撤收作戰 ; nom de code : Christmas Cargo), également connu sous le nom de miracle de Noël, désigne l'évacuation des forces des Nations unies et des civils nord-coréens du port de Hŭngnam en Corée du Nord, du 15 au 24 décembre 1950 pendant la guerre de Corée. À la suite de la défaite des forces de l'ONU lors de la bataille du réservoir de Chosin (du 27 novembre au 13 décembre) par une partie de l'armée des volontaires du peuple chinois dans la campagne de la deuxième phase, les forces de l'ONU s'étaient retirées à Hŭngnam d'où elles ont été évacuées vers la Corée du Sud.

## Contexte
Le 8 décembre 1950, le général Edward Almond, commandant du 10e corps d'armée des États-Unis, reçut l'ordre du général Douglas MacArthur, commandant des Nations unies, d'évacuer le 10e corps par Hŭngnam. À la suite de la décision antérieure de concentrer les forces du Xe Corps à Hŭngnam, l'évacuation de Wŏnsan avait commencé le 3 décembre. En une semaine, sans interférence de l'armée des volontaires du peuple chinois ou des forces de l'Armée populaire coréenne (APC), la 3e division d'infanterie américaine et un détachement du Corps des Marines des États-Unis totalisant environ 3 800 soldats ont embarqué avec 1 100 véhicules, 10 000 tonnes de matériel et 7 000 réfugiés à bord des navires de transport et des Landing Ship Tank fournis par l'amiral James H. Doyle (en) de la Task Force 90 (en).
Un Landing Ship Tank a navigué vers le nord le 9 décembre vers Hŭngnam, où ses passagers du corps des Marines devaient embarquer. Les navires restants sont allés vers Busan les 9 et 10 décembre. Les navires de la Task Force 90 envoyés à Sŏngjin le 5 décembre pour récupérer les dernières troupes du 1er Corps de Corée du Sud étaient entre-temps arrivés à destination et avaient embarqué à bord la 3e division d'infanterie de Corée du Sud (sans le 26e régiment, qui s'était retiré) à midi le 9 décembre, avec la 7e division d'infanterie de Corée du Sud ; la division du quartier général, la division d'artillerie et le 18e régiment de la Division Capitale de la République de Corée, et quelque 4 300 réfugiés. Ce transport maritime avait à l'origine été conçu pour aider la concentration du 10e corps d'armée à Hŭngnam, mais le nouvel ordre d'évacuer Hŭngnam a changé la destination de la plupart des Sud-Coréens pour Pusan. Les 10 et 11 décembre, le convoi de Sŏngjin n'a mouillé à Hŭngnam que le temps nécessaire pour décharger le quartier général et l'artillerie de la Division capitale pour un emploi dans le périmètre et pour embarquer l'avant-garde du quartier général du 1er corps de Corée du Sud avant de se rendre à sa nouvelle destination.
Le 11 décembre, alors que les troupes de la Corée du Sud de Sŏngjin ainsi que les troupes de Marines et de l'armée du réservoir de Chosin entraient dans Hŭngnam, le périmètre autour du port se composait d'une série de bataillons et de points forts régimentaires en travers des routes probables de l'armée des volontaires du peuple chinois et de l'APC approchant à quelque 19-24 km en dehors de la ville. La 3e division d'infanterie américaine détenait toujours le grand secteur qui lui avait été assigné lorsque le général Almond a façonné le périmètre pour la première fois, depuis des positions sous l'aérodrome de Yonpo au sud-ouest de Hŭngnam jusqu'aux défenses à cheval sur la route du réservoir Chosin à Oro-ri  au nord-ouest du port. Les bataillons de la 7e division d'infanterie américaine se tenaient en largeur et en profondeur le long du réservoir de Pujon, au nord de Hŭngnam, et trois régiments du 1er corps d'armée de Corée du Sud surveillaient les approches à proximité et sur la côte au nord-est du port.
Bien qu'Almond ait commencé à tirer ces unités dans les défenses autour de Hŭngnam au début du mois de décembre, les forces de l'armée des volontaires du peuple chinois et de l'APC n'avaient pas encore fait de tentative significative pour établir le contact avec les unités du périmètre. Mais Almond s'attendait à ce que ses défenses de tête de pont soient testées par des unités de l'armée des volontaires du peuple chinois et de l'APC approchant Hŭngnam le long de la côte du nord-est, de la région de Wŏnsan au sud, et en particulier de la direction du réservoir Chosin. La probabilité que les forces de l'armée des volontaires du peuple chinois et de l'APC poussant vers la côte pour réoccuper Wonsan bloquant les routes au sud de Hŭngnam avait incité Almond à abandonner toute idée d'un retrait par voie terrestre vers la Corée du Sud (MacArthur n'avait pas non plus ordonné une telle décision). Almond considérait également que les routes étaient inadéquates pour permettre le déplacement rapide de forces importantes. Son ordre d'avertissement, émis le 9 décembre, a alerté ses forces pour un « retrait par la mer et les airs sans délai de la région de Hŭngnam à la zone de Pusan Pohang-dong ». L'exode le plus important devait se faire par voie maritime, les défenses de Hŭngnam se contractant au fur et à mesure que les forces du Corps étaient chargées, mais le pont aérien devait être utilisé aussi longtemps que l'aérodrome de Yonpo restait dans le périmètre de rétrécissement.

## Déroulement

### Planification
Pour décider comment évacuer ses forces et défendre avec succès son périmètre, Edward Almond a envisagé deux possibilités. Il pouvait placer toutes les divisions sur le périmètre puis retirer des parties de chacune simultanément, ou il pouvait retirer une division à la fois et répartir ses forces restantes pour couvrir le secteur libéré sur un front plus court. Étant donné que certaines unités étaient plus aptes au combat que d'autres, en particulier la 1re Division des Marines, il a choisi cette dernière méthode et avait l'intention d'évacuer les Marines en premier. Ils devaient être suivis par la 7e division, puis la 3e division. Almond prévoyait d'expédier le 1er corps d'armée de Corée du Sud, les unités de soutien du 10e corps d'armée, les fournitures en vrac et l'équipement lourd en même temps que les divisions de l'armée américaine. Cela devait être fait avec suffisamment de soin pour maintenir un bon équilibre entre les troupes de combat et de soutien et pour assurer un soutien logistique adéquat. Pour maintenir cet équilibre tout en garantissant que l'évacuation se déroule le plus rapidement possible, il établit trois points de contrôle. Depuis le quartier général du 10e corps d'armée, ses G-3 et G-4 ont organisé la répartition des unités sur la plage. Pour superviser le chargement des troupes et du matériel sur la côte, il a organisé un groupe de contrôle sous la direction du colonel Edward H. Forney (en), le chef d'état-major adjoint d'Almond. Sous la direction du colonel Forney, la 2e Brigade spéciale du génie (en) devait exploiter les installations des quais, une compagnie de Marines renforcée devait  les Landing Ship Tanks, les plages pour petits bateaux et contrôler l'allègement des navires à charger dans les ancrages du port, et quelque cinq mille civils coréens devaient travailler comme débardeurs. À la fin de la procédure de déchargement de la Marine, l'amiral Doyle, par le biais d'une unité de contrôle à bord de son navire amiral USS Mount McKinley (en), consistait à coordonner tous les envois, à attribuer des ancrages et à émettre des instructions d'amarrage et de navigation. Une liaison directe a été établie entre le groupe de contrôle d'Almond à terre et le groupe de contrôle de Doyle en mer pour faire correspondre les troupes, les fournitures et l'équipement sortants avec les navires disponibles. Almond a également envoyé un groupe de contrôle sous le lieutenant-colonel Arthur M. Murray du quartier général du Corps à Pusan pour recevoir des troupes, des fournitures et du matériel arrivant par la mer et par les airs et pour les déplacer le plus rapidement possible vers les zones de rassemblement. En comptant les troupes et le matériel déchargés à Wonsan et Songjin, Almond avait besoin d'espace d'expédition pour 105 000 soldats, 18 422 véhicules et quelque 350 000 tonnes de marchandises en vrac. Bien que l'amiral Doyle ait commandé un groupe de transport de plus de 125 navires, certains devaient effectuer plus d'un voyage pour répondre aux besoins d'Almond. Le Combat Cargo Command de la Pacific Air Forces sortant de l'aérodrome de Yonpo devait répondre aux exigences du pont aérien. Le soutien aérien tactique pendant l'évacuation était sous la responsabilité de la Marine, des chasseurs de la Fifth Air Force précédemment localisés dans le nord-est de la Corée s'étant envolés pour Pusan le 3 décembre. La 1re Escadre d'avions des Marines, basée à Yonpo et à bord de porte-avions d'escorte, devait consacrer tous ses efforts au soutien de l'opération du corps. De plus, l'amiral Doyle devait organiser à la fois un appui aérien et naval. Renforcé par des navires fournis par l'amiral Arthur Dewey Struble, le commandant de la Septième flotte des États-Unis, Doyle a finalement pu employer sept porte-avions pour lancer une verrière d'avions sur la zone du Corps et déployer un cuirassé, deux croiseurs, sept destroyers et trois fusées dans une zone de manœuvre atteignant seize kilomètres au nord et au sud de Hŭngnam pour répondre aux demandes de soutien aux tirs d'Almond.

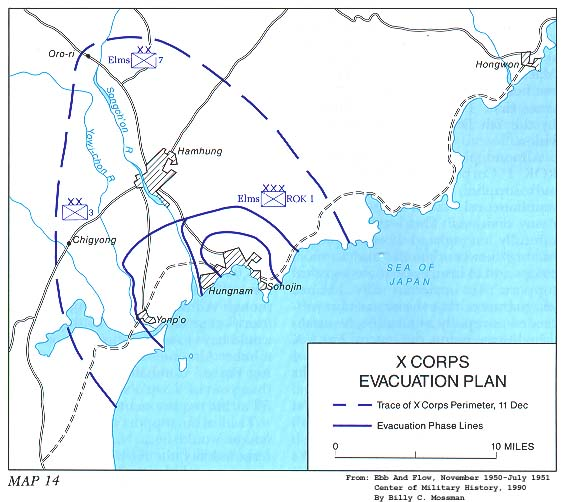
Carte des lignes de la phase d'évacuation du 10e corps

Pour commencer une contraction ordonnée des défenses alors que la force du 10e corps d'armée à terre diminuait, les unités sur le périmètre devaient se retirer délibérément alors que la 1re Division de marine s'embarquait vers la première des trois lignes de phase qu'Almond a tracées autour de Hŭngnam. Dans le sud-ouest, cette première ligne reposait généralement le long de la rivière Yowi-ch'on, juste en dessous de l'aérodrome de Yonpo et sur un arc à environ 4,8 km du cœur de Hŭngnam. La deuxième ligne ne diffère de la première que dans le sud-ouest du secteur de la 3e division américaine où elle suit la rive supérieure de la rivière Songch'onà, à proximité de Hŭngnam. Le retrait de la 3e division sur cette deuxième ligne, qui signifierait l'abandon de l'aérodrome de Yonpo, devait avoir lieu au moment où la 7e division américaine entamait son embarquement. La troisième et dernière ligne était un arc serré à environ 1,6 km en dehors des limites de Hŭngnam qui devait être occupé par la 3e division alors que cette division elle-même se préparait à décharger. Au cours de cette phase finale de l'évacuation, les unités de la 3e Division devaient utiliser des tactiques d'arrière-garde pour couvrir leur propre embarquement.
Le général Almond a publié son ordre d'évacuation officiel le 11 décembre, date à laquelle le général MacArthur s'est rendu en Corée à l'aérodrome de Yonpo pour une conférence avec lui. Après avoir informé MacArthur des dispositions du Corps et du plan d'évacuation, Almond a prédit que l'évacuation serait ordonnée, qu'aucun approvisionnement ou équipement ne serait détruit ou abandonné et que les forces de l'armée des volontaires du peuple chinois et l'APC n'interviendraient pas sérieusement. Le redéploiement du 10e corps d'armée en Corée du Sud, a-t-il estimé, serait achevé le 27 décembre.

### Évacuation
La 1re division des Marines, arrivée à Hŭngnam depuis le réservoir de Chosin le 11 décembre, s'est réunie entre le port et l'aérodrome de Yonpo. La division a embarqué au cours des trois jours suivants et a navigué pour Pusan en milieu de matinée le 15 décembre. La veille, le général Almond avait désigné Masan, à 48 km à l'ouest de Pusan, comme zone de rassemblement de la division. Après le voyage à Pusan et une marche à moteur vers Masan, les Marines sont passés au contrôle de la 8e armée le 18 décembre. Une partie de la cargaison en vrac a été expédiée pendant le chargement maritime, mais l'évacuation plus lourde du matériel a commencé après le départ des Marines. À partir du 15 décembre, les unités de service ont progressivement déplacé les dépôts et les points de ravitaillement dans la zone portuaire proprement dite et les fournitures en vrac et les équipements lourds ont été soit chargés à bord de navires à double bancs sur les quais, soit allégés sur des navires dans le port. Pour gagner du temps, des munitions ont été chargées sur les quais au lieu d'être jetées en pleine eau conformément aux pratiques de précaution habituelles. Ce flux constant de matériel en parallèle avec les embarquements des unités a duré jusqu'au dernier jour de l'évacuation.
Alors que les Marines partaient par voie maritime, la majeure partie du 1er Régiment du corps des Marines de la Corée du Sud, qui avait été attaché à la 3e Division, a déménagé à Yonpo pour une évacuation par voie aérienne. Le commandant de la 3e Division, le général Robert H. Soule (en), avait prévu de compenser la perte des marines sud-coréens en tirant sa division sur la ligne de première phase la plus courte le 16 décembre, mais plusieurs attaques violentes contre ses positions entre Chigyong et Oro-ri dans la matinée du 15 l'a incité à se retirer cet après-midi. Le 16, les attaques contre la 3e Division sur les arcs ouest et nord-ouest du périmètre, les patrouilles ennemies engagèrent le 1er corps d'armée de la Corée du Sud dans le nord-est, et d'autres rapports terrestres et aériens indiquèrent que les forces de l'armée des volontaires du peuple chinois et de l'APC se rapprochaient du périmètre du 10e corps mais pas en grande force. Des parties de la 81e corps d'armée (en) de l'armée des volontaires du peuple chinois et de la 27e armées (en), semblaient avoir attaqué la 3e division et une brigade de l'APC se dirigeait apparemment vers Hŭngnam sur la route côtière en provenance du nord-est. Un problème immédiat plus important que l'approche de relativement peu de forces ennemies était un mouvement massif de civils vers le périmètre du corps. Bien que le général Almond ait prévu d'évacuer les représentants du gouvernement, leurs familles et autant d'autres que l'espace d'expédition le permettait, il ne s'était pas attendu à ce que des milliers de civils tentent d'atteindre Hŭngnam. En plus d'entraver les opérations d'évacuation en surpeuplant la zone portuaire, le vaste mouvement de réfugiés représentait un danger d'infiltration de l'armée des volontaires du peuple chinois et de l'APC. Selon les sources des renseignements du Corps, les Nord-Coréens faisaient circuler une rumeur à Hamhung selon laquelle le 10e corps assurerait le transport de tous les civils qui souhaitaient quitter la Corée du Nord. L'intention était de créer un mouvement de masse pour couvrir l'infiltration d'agents et de saboteurs de l'APC. Pour éviter le surpeuplement et les infiltrations, la police militaire, les agents de renseignement et les troupes du périmètre ont tenté de bloquer l'entrée des civils, en particulier sur la route Hamhung-Hŭngnam, qui transportait le plus grand nombre de réfugiés. Ils n'ont que partiellement réussi. Ces civils déjà à Hŭngnam et ceux qui ont réussi à atteindre la ville ont été filtrés à Sohojin , où le personnel des affaires civiles du Corps a distribué de la nourriture et les a organisés pour l'évacuation à mesure que l'espace d'expédition devenait disponible.
Dans la foulée de la division Marine, la 7e division américaine a commencé à charger le 14 décembre, embarquant d'abord les troupes fatiguées du 31e régiment d'infanterie, du 1er bataillon, du 32e régiment d'infanterie et du 57e bataillon d'artillerie de campagne , qui avaient été avec les Marines dans la région du réservoir de Chosin. La plupart des unités de service de la 7e division sont montées à bord du navire les 15 et 16 décembre. Le 17e régiment d'infanterie américain et le reste du 32e Régiment d'infanterie a quant à lui relevé le 1er Corps de la Corée du Sud sur le périmètre et s'est retiré vers la première ligne de phase. Par conséquent, le périmètre du Corps du 16 a été divisé en deux parties presque égales par la rivière Songch'on, la 7e division en position au-dessus, la 3e division tenant le secteur en dessous. Les patrouilles et les avant-postes ont approfondi la défense jusqu'au bord inférieur de Hamhŭng.
Après avoir été relevé par la 7e division, le 1er Corps de la Corée du Sud chargea et embarqua à midi le 17 décembre. Bien que les plans originaux prévoyaient que la Corée du Sud se rende à Pusan, le général MacArthur, apparemment à la suite de sa visite du 11 décembre en Corée, avait ordonné que les unités du Corps qui se trouvaient alors sur le périmètre de Hŭngnam soient transportées par mer à Samcheok. Ces unités et celles transportées à Pusan depuis Songjin devaient passer sous le contrôle de la huitième armée lors du débarquement. Ce transfert permettrait au commandant de la huitième armée, le général Walton Walker, de déployer immédiatement le 1er Corps de la Corée du Sud, et l'atterrissage à Samcheok en mettrait une grande partie à portée de main pour un déploiement à l'extrémité est de sa ligne B proposée. Le débarquement, effectué en fait dans un petit port juste au nord de Samcheok, a été achevé le 20 décembre. Le départ du 1er corps d'armée de la Corée du Sud le 17 décembre a coïncidé avec l'évacuation de la plupart des quartiers généraux et des troupes du 10e corps. Leur destination finale était Kyongju, à 80 km au nord de Pusan, où ils devaient établir un poste de commandement du Corps avancé. Le même jour, les opérations à l'aérodrome de Yonpo ont fermé alors que les unités du flanc gauche de la 3e division se préparaient à se retirer sur la rive inférieure de la rivière Songch'on derrière le champ le lendemain. Les escadrons de Marines qui avaient déjà utilisé le terrain s'étaient déjà retirés à Pusan et à l'aéroport international d'Osaka, au Japon. Le dernier à partir était une unité de base de la Fifth Air Force qui avait servi les chasseurs de la Marine et l'avion cargo du général William H. Tunner (en). À la date de clôture, les avions de Tunner avaient déployé 3 600 soldats, 196 véhicules, 1 300 tonnes de fret et plusieurs centaines de réfugiés.
Le retrait, le 18 décembre, des unités du flanc gauche du général Soule sur la rive inférieure de la rivière Songch'on constituait une étape préliminaire au soulagement par la 3e division des deux régiments de la 7e division toujours sur le périmètre. Les forces de Soule se sont déplacées derrière le Songch'on jusqu'à la ligne de phase du deuxième Corps le 19 décembre et du 19 au 20 décembre ils se sont répartis pour soulager les 17e et 32e régiments. Le général Almond a fermé son poste de commandement à Hŭngnam le 20 et l'a rouvert à bord du USS Mount McKinley dans le port, laissant le général Soule aux commandes des troupes terrestres à terre. Les attaques par sondages de l'armée des volontaires du peuple chinois et de l'APC, qui s'étaient sensiblement ralenties après le retrait des 3e et 7e divisions sur la ligne de phase du premier corps, ont repris le 18 et sont devenues encore plus intenses le lendemain. On croyait que trois divisions de l'armée des volontaires du peuple chinois, les 79e, 80e et 81e, toutes de la 27e armée, se trouvaient dans le sol voisin à l'ouest de Hŭngnam, bien que seule la 79e soit actuellement en contact. Au nord et au nord-est de Hŭngnam, une brigade de l'APC et la 3e division de l'APC reconstituée avait été rencontré, tout comme une autre force de l'APC, vraisemblablement un régiment. Aucune des attaques de l'armée des volontaires du peuple chinois et de l'APC sur le périmètre n'a fait plus que pénétrer certains avant-postes, et les contre-attaques ont rapidement éliminé ces gains. Jusqu'à présent, toutes les actions semblaient n'être qu'une tentative de reconnaissance du périmètre. Plusieurs explications de l'échec de l'armée des volontaires du peuple chinois et de l'APC à faire un effort plus important étaient plausibles. La majeure partie de l'armée des volontaires du peuple chinois dans la zone du réservoir de Chosin prenait apparemment du temps pour récupérer des pertes subies par le froid et les batailles récentes. Toutes les forces de l'armée des volontaires du peuple chinois et de l'APC étaient sans aucun doute conscientes que le 10e Corps évacuait Hŭngnam et qu'elles pourraient entrer bientôt dans la ville sans avoir à se frayer un chemin. La contraction du périmètre du Corps a probablement forcé l'armée des volontaires du peuple chinois et l'APC à répéter sa reconnaissance. Des tirs d'artillerie, des tirs d'artillerie navale et un appui aérien rapproché suffisant pourrait bien avoir empêché l'armée des volontaires du peuple chinois et l'APC de concentrer une force suffisante pour de fortes attaques. Quelles que soient les raisons, les forces de l'armée des volontaires du peuple chinois et de l'APC n'avaient pas encore lancé un assaut à grande échelle. Bien qu'il s'agisse d'une unité supplémentaire, un régiment de l'APC ,la 1re Division, a été identifiée près de l'ancre nord-est du périmètre du Corps le 20 décembre, les attaques de l'armée des volontaires du peuple chinois / APC ont diminué le 20 et le 21 alors que les dernières troupes de la 7e division s'embarquaient et naviguaient pour Pusan. La 7e division a achevé son redéploiement le 27 décembre et a déménagé dans une assemblée autour de Yongch'on, à l'ouest du nouveau quartier général du 10e corps d'armée à Kyongju. De nouvelles attaques, toujours modestes, ont harcelé la 3e division le 22 décembre (les 7e, 65e et 15e régiments d'infanterie du général Soule) qui se tenait d'ouest en est sur la ligne de phase du deuxième corps pour couvrir le chargement des dernières unités d'artillerie du corps et de la première des unités de service de la division. Le 23 décembre, lorsque Soule a tiré ses régiments vers la dernière ligne de phase du Corps en préparation du retrait final de Hŭngnam, seule une petite quantité de tirs de mortier et d'artillerie a frappé les troupes du périmètre. Quelles que soient les conditions jusqu'à présent qui ont empêché l'armée des volontaires du peuple chinois et de l'APC d'ouvrir un grand assaut, il s'est poursuivi même après que la force du périmètre du 10e corps ait diminué en une seule division. Le tir indirect reçu le 23 s'est avéré être la dernière opposition offerte.
Le matin du 24 décembre, le périmètre était silencieux et le restait pendant que les dernières unités de service de la 3e division chargeaient et que le général Soule commençait son action d'arrière-garde pour évacuer ses régiments et son artillerie. Un bataillon de chaque régiment est resté sur le périmètre pendant que l'infanterie et l'artillerie restantes déchargeaient et que le 10e bataillon du génie (en) et des équipes de démolition sous-marine des Marines ont préparé la destruction des installations portuaires. En même temps, les fournitures du dernier Corps, les unités opérationnelles du port et le plus grand nombre possible de réfugiés restants ont été embarqués à bord du navire. Après que le général Almond eut effectué une inspection finale à terre, sept pelotons ont établi des points forts près des plages pour protéger l'embarquement du reste des bataillons de couverture et de la majeure partie du 10e bataillon de génie du combat. Dans les étapes finales, les navires de guerre de l'amiral Doyle ont posé un large barrage à environ 2,4 km à l'intérieur des terres alors que les derniers pelotons de la force de couverture étaient chargés et que le 10e bataillon de génie et les équipes de démolition de la marine faisaient exploser le port avant de quitter les plages à bord des Landing Vehicle Tracked et des Landing Craft Mechanized peu après 14 h 30.
La veille de Noël, les navires transportant les dernières troupes et fournitures du Xe Corps étaient bien sortis du port de Hŭngnam en route vers Pusan et Ulsan, un petit port situé à quarante-huit kilomètres au nord de Pusan. Ils n'ont laissé aucun équipement en état de fonctionner ni fournitures utilisables. Environ deux-cents tonnes de munitions, une quantité similaire de dynamite gelée, 227 000 kg de bombes aériennes et environ deux-cents barils de pétrole et d'essence n'avaient pas été retirés, mais tout cela avait servi à augmenter l'intensité de l'explosion du port de Hŭngnam.

## Conséquences
Rétrospectivement, l'évacuation du 10e corps d'armée de Hŭngnam s'était révélée comme l'un des exercices logistiques les plus spectaculaires. Bien que le mouvement puisse être considéré comme un retrait d'un rivage hostile, ni les forces de l'armée des volontaires du peuple chinois ni l'armée populaire de Corée n'avaient fait de tentatives sérieuses pour perturber l'opération ou même pour tester le périmètre de rétrécissement qui protégeait le chargement. Des questions logistiques plutôt que tactiques ont donc régi le rythme de l'évacuation. En effet, le redéploiement du 10e corps vers le sud avait été une question de rapidité avec laquelle les navires de l'amiral Doyle pouvaient être chargés.
Un nombre remarquable de réfugiés, plus de 86 000, ont été évacués de Hŭngnam. En comptant ceux évacués de Wonsan et de Songjin, le nombre total de civils évacués du nord-est de la Corée a atteint 98 100. Environ le même nombre avait été laissé par manque d'espace. L'évacuation comprenait 14 000 réfugiés qui ont été transportés sur un navire, le SS Meredith Victory (en), la plus grande évacuation de la terre par un seul navire. Cela a été rendu possible par une déclaration d'urgence nationale du président Truman publiée le 16 décembre 1950 avec la proclamation présidentielle no 2914. Parmi les civils évacués et emmenés vers le sud, se trouvaient les futurs parents du président sud-coréen Moon Jae-in. Cinq bébés sont nés sur les navires et ont été surnommés Kimchi 1–5 par les marins américains.

## Dans la culture populaire

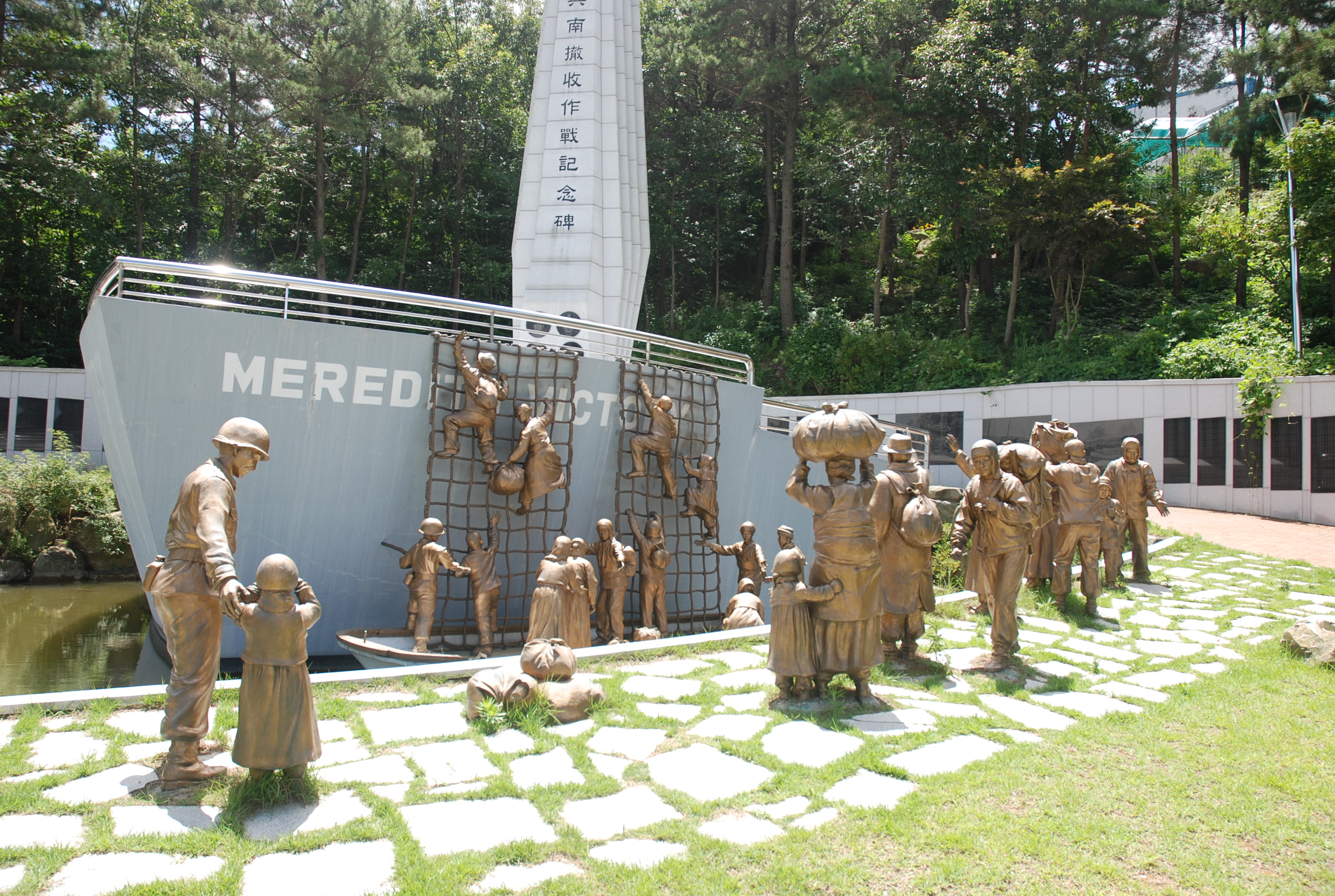
Tour commémorative de l'évacuation de Hŭngnam

- Hŭngnam que j'ai vu pour la dernière fois (ko) (1984)
- Un film sur l'évacuation de Hŭngnam est entré en pré-production en 2005 mais n'a pas abouti.
- Le film Ode to My Father de 2014 dépeint l'évacuation de Hŭngnam à ses débuts.
- Timeless : « Le miracle de Noël, partie II » couvre cet événement.